# 切斯瓦夫·米赫涅维奇

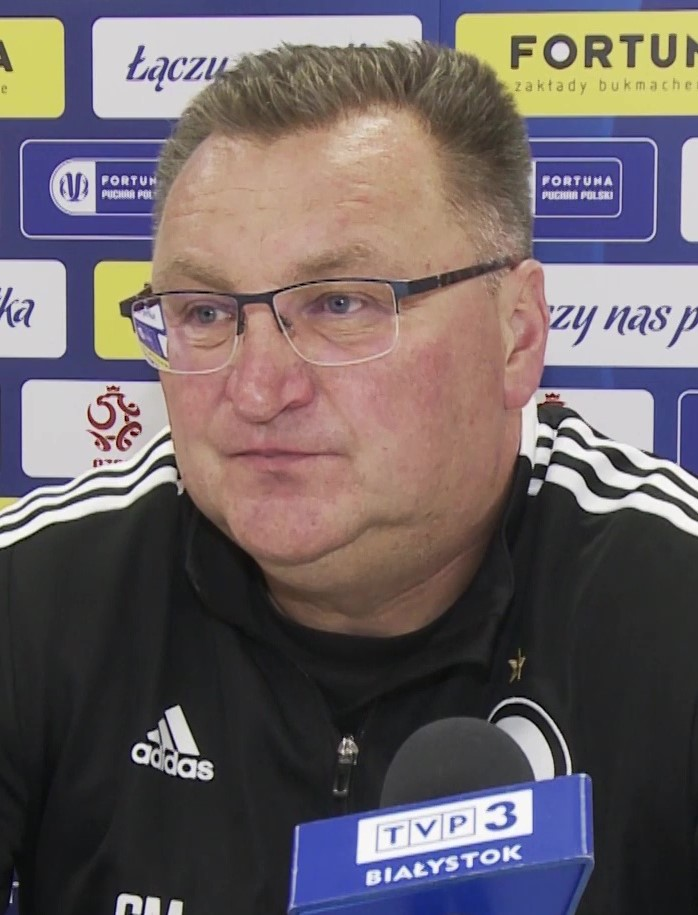
切斯瓦夫·米赫涅维奇

切斯瓦夫·米赫涅维奇（波蘭語：Czesław Michniewicz，1970年2月12日—），波兰前足球运动员、教练，司职守门员。他曾带领波兰国家队参加2022年国际足联世界杯，结果队伍止步十六强赛。